# Црква Вазнесења Господњег у Црквини
Црква Вазнесења Господњег у Црквини, насељеном месту на територији општине Шамац, припада Епархији зворничко–тузланској Српске православне цркве.

## Историјат
У Црквини је стари храм освештан 1889. године од стране митрополита зворничко-тузланског Дионисија Илијевића. Због дотрајалости је порушен 1998. године, а материјал од старог храма уграђен је у нови. Градња цркве Вазнесења Господњег је почела 1999. године према пројекту архитекте Славка Лукића из Бијељине. Темеље је освештао епископ зворничко-тузлански Василије Качавенда 6. јуна, а новоизграђен храм 27. јула 2003. године. Иконостас од храстовине је израдио Бане Николић из Крагујевца, иконе на иконостасу је осликао Горан Пешић из Чачка, као и храм 2006—2015. године. Црквинску парохију чине насеља Горња Црквина, Доња Црквина и Шкарић.